# Vodní elektrárna Zlatoličje
Vodní elektrárna Zlatoličje (zkratkou HE Zlatoličje) je vodní elektrárna ve východním Slovinsku. Leží na řece Drávě, v blízkosti vesnice Zlatoličje v občině Starše, v Podrávském regionu. Elektrárnu provozuje společnost Dravske elektrarne Maribor.

## Historie
Stavba elektrárny započala v roce 1964, do provozu byla uvedena v roce 1969. Slavnostní zahájení provozu provedl tehdejší prezident Josip Broz Tito.

## Popis
Je to první elektrárna postavená na vodním kanálu v bývalé SFRJ. Jsou zde použity dvě svislé Kaplanovy turbíny.
Celkový instalovaný výkon elektrárny při spádu zhruba 33 m je 126 MW a ročně se zde vyrobí 577 milionů kWh. Přehradní jezero je dlouhé 6,5 km a rozkládá se převážně na území města Maribor.